# خاوی لور
خاوی لور (انگلیسی: Javi Llor؛ زادهٔ ۸ آوریل ۱۹۹۶) بازیکن فوتبال اهل اسپانیا است.
از باشگاه‌هایی که در آن بازی کرده‌است می‌توان به باشگاه فوتبال الچه اشاره کرد.